# Eupithecia hamleti
Eupitecia hamleti es una especie de polilla de la familia Geometridae. La especie fue descrita por primera vez en 1985 con distribución endémica en Armenia. Se conoce únicamente de la ciudad de Ereván.

## Descripción
La envergadura de la mariposa es de 16-17, los picos tienen forma de hilo. Las alas delanteras y traseras son del mismo color y están cubiertas de escamas de color gris claro. En medio de dos pares de alas hay un putt. El tabique de las alas traseras es redondo y el de las anteriores se estira en dirección transversal.
Se desconocen los lugares de residencia. Las mariposas vuelan hacia la fuente de luz en septiembre y octubre. Se desconocen otros detalles de la biología. Es una especie rara con un área extremadamente limitada. Según criterios de la Lista Roja de la Unión Internacional para la Conservación de la Naturaleza, se evalúa como especie en estado crítico.